# Verteidigungsbezirkskommando 42

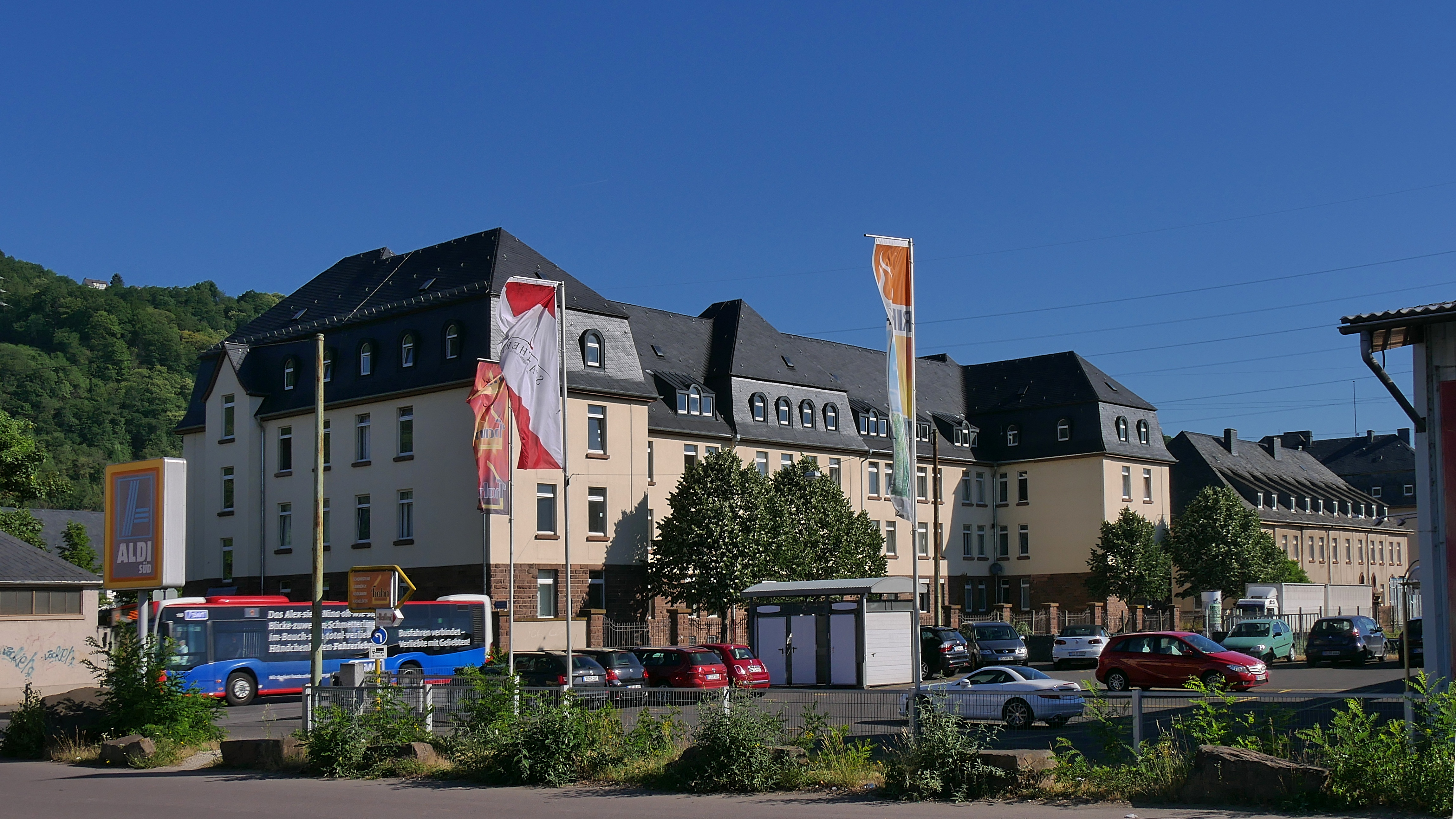
Standort des Stabs: die Jägerkaserne in Trier-West

Das Verteidigungsbezirkskommando 42 war ein Verteidigungsbezirkskommando der Bundeswehr mit Sitz des Stabs in Trier. Hauptaufgabe des Kommandos war die Territoriale Verteidigung in seinem Verteidigungsbezirk.

## Geschichte

### Aufstellung
Das Verteidigungsbezirkskommando wurde zur Einnahme der Heeresstruktur II in den 1960er-Jahren als Teil des Territorialheeres ausgeplant und dem Befehlshaber im Wehrbereich IV unterstellt. Angelehnt an die zivilen Verwaltungsgliederung entsprach der Verteidigungsbezirk in etwa dem Regierungsbezirk Trier. Entsprechend war der Standort des Stabs Trier.

### Wechsel in die Streitkräftebasis
2001 wurde das Territorialheer aufgelöst. Die Wehrbereichskommandos und Verteidigungsbezirkskommandos wurden der neu aufgestellten Streitkräftebasis unterstellt. Die Wehrbereiche und Verteidigungsbezirke wurden grundlegend neu geordnet und ihre Anzahl reduziert. Das Verteidigungsbezirkskommando wechselte zum „neuen“ Wehrbereichskommando II. Zeitgleich wurde das Verteidigungsbezirkskommando 41 außer Dienst gestellt und dessen Kommandobereich, der etwa dem bereits 1999 aufgelösten rheinland-pfälzischen Regierungsbezirk Koblenz entsprach, dem Verteidigungsbezirk 42 eingegliedert. Die unterstellten Verteidigungskreiskommandos wurden aufgelöst und seine Aufgabe teils den neu aufgestellten Kreisverbindungskommandos übertragen.

### Auflösung
Das Verteidigungsbezirkskommando 42 wurde 2007 aufgelöst. Einige seiner Aufträge wurden dem neu aufgestellten Landeskommando Rheinland-Pfalz sowie den unterstellten Bezirksverbindungskommandos übertragen.

## Gliederung
Das Verteidigungsbezirkskommando umfasste wie die meisten Truppenteile des Territorialheeres nur wenige aktive Soldaten. Erst im Verteidigungsfall konnte das Verteidigungsbezirkskommando durch die Einberufung von Reservisten und die Mobilmachung eingelagerten und zivilen Materials auf eine Truppenstärke anwachsen, die um 1989 etwa einer (kleinen) Brigade des Feldheeres entsprach. Die längste Zeit seines Bestehens untergliederte sich das Verteidigungsbezirkskommando abgeleitet von der zivilen Verwaltungsgliederung noch weiter in unterstellte Verteidigungskreiskommandos. Entweder direkt oder den Verteidigungskreiskommandos unterstellt waren mehrere Heimatschutzkompanien, mehrere Sicherungsbataillone und Sicherungskompanien als Kern der infanteristisch geprägten Heimatschutztruppe.

## Verbandsabzeichen

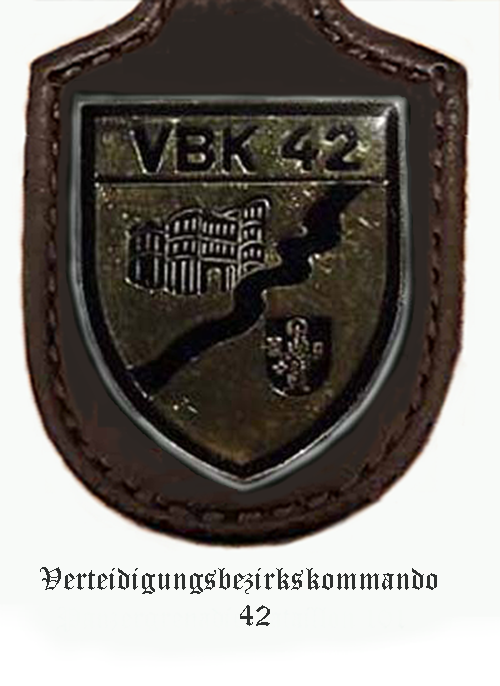
Internes Verbandsabzeichen des Stabes/Stabskompanie

Das Verteidigungsbezirkskommando führte aufgrund seiner Ausplanung als überwiegend nicht aktiver Truppenteil kein eigenes Verbandsabzeichen. Die wenigen aktiven Soldaten trugen daher das Verbandsabzeichen des übergeordneten Wehrbereichskommandos.
Als „Abzeichen“ wurde daher unpräzise manchmal das interne Verbandsabzeichen des Stabes und der Stabskompanie „pars pro toto“ für das gesamte Verteidigungsbezirkskommando genutzt. Es zeigte im Wesentlichen als Hinweis auf den Stationierungsraum als Figur die stilisierte Porta Nigra, die stilisierte Mosel und den heiligen Petrus ähnlich wie im Trierer Stadtwappen.